# بلوچ‌آباد (فاریاب)
بلوچ‌آباد، روستایی در دهستان مهروئیه بخش مرکزی شهرستان فاریاب در استان کرمان ایران است.

## مردم شناسی
مردم این روستا از طایفه بلوچ کلکلی هستند که طی سال‌های دور از ایرانشهر به این منطقه مهاجرت کرده‌اند؛ مردم این روستا، پیرو دین اسلام و مذهب شیعه هستند، به زبان بلوچی سخن می‌گویند و شغل بیشترشان، کشاورزی و دامداری است.

## جمعیت
بر پایه سرشماری عمومی نفوس و مسکن در سال ۱۳۹۵، جمعیت این روستا برابر با ۲۴۶ نفر (۷۱ خانوار) بوده‌است.